# Alligatorbengädda
Alligatorbengädda (Atractosteus spatula) är en fisk i familjen bengäddor som lever i Nordamerika.

## Utseende
En avlång fisk med cylindrisk kropp och utdragen nos (även om den är kort i jämförelse med andra bengäddor). Stjärtfenan är osymmetrisk, och fisken har ett allmänt alligatorliknande utseende med sin kraftigt tandbeväpnade mun. Färgen är mörkt olivbrun på ovansidan, gulaktig på undersidan. Den kan ha flera mörka fläckar på sidorna, på framkroppen dock endast den nedre delen. Som mest har arten blivit 305 cm lång och vägt 137 kg; det är dock sällan den når över 2 m.

## Vanor
Alligatorbengäddan lever i stillastående eller långsamt rinnande vatten som stora floder, sjöar, reservoarer och liknande. Den kan även simma ut i bräckt vatten i havsbukter och tillfälligtvis i saltvatten. Ungfiskarna uppehåller sig gärna i ytan bland vissna löv och andra föremål. Arten är normalt långsam, men rör sig snabbt när den överfaller bytet, som främst utgörs av fisk. Den tar emellertid även vattenfåglar, mindre däggdjur, sköldpaddor och as. Brackvattenspopulationerna tar också krabbor (Callinectes sapidus). Som alla bengäddor har den en blodkärlsrik simblåsa, som är ansluten till svalget och som gör det möjligt för den att andas atmosfäriskt syre.

### Fortplantning
Inte mycket är känt om artens reproduktion, men man förmodar att den leker på senvåren (april till juni), troligtvis i stora stim i större floder. De klibbiga äggen, som sjunker till botten efter kläckningen, är klarröda och giftiga.

## Utbredning
Alligatorbengäddan finns i Nordamerika i Mississippis flodsystem från sydvästra Ohio och södra Illinois till Mexikanska golfen och från Enconfinafloden i Florida till Veracruz i Mexiko.

## Betydelse för människan
Ett smärre kommersiellt fiske förekommer. Den är också föremål för sportfiske, bland annat utan krok men med nylonrev som trasslar sig in i dess många tänder, och med pil och båge.